# Villamayor de Monjardín
Villamayor de Monjardín – gmina w Hiszpanii, w Nawarze, o powierzchni 11,1 km². W 2022 roku gmina liczyła 114 mieszkańców.